# Forțele armate ale Bulgariei
Forțele armate ale Bulgariei reprezintă armata Bulgariei. Comandantul suprem este președintele Bulgariei (în prezent Rosen Plevneliev). Ministerul Apărării este responsabil de conducerea politică, în timp ce comanda militară rămâne în mâinile Statului Major General, condus de șeful Marelui Stat Major. Există trei ramuri principale - Armata, Marina și Forțele Aeriene.